# Urasenke

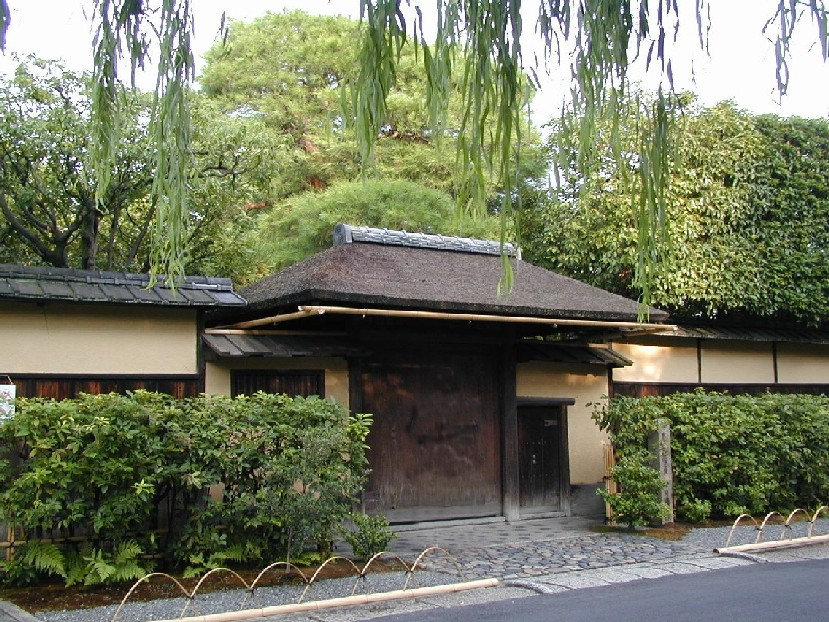
La puerta Kabutomon, entrada al recinto histórico Urasenke Konnichi-an en Kioto

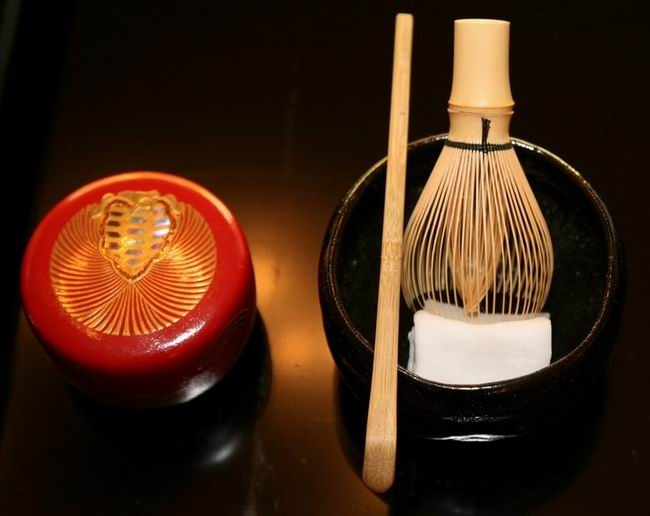
Utensilios para la ceremonia del té usados por el iemoto Sen Sōshitsu XV

Urasenke (裏千家?  lit. "la finca trasera de la familia Sen") es el nombre de una de las principales escuelas de la ceremonia del té japonesa. Es una de las san-Senke (tres casas/familias Sen); las otras dos son Omotesenke y Mushakōjisenke.

## Historia
Las san-Senke descienden de Sen Rikyū, aunque no fue hasta la era de su nieto, Sen Sōtan, que las tres ramas de la familia se definieron. Cada uno de los tres hijos de Sōtan se convirtió en heredero del nombre de la familia, Sen, y adoptaron la responsabilidad de enseñar el Camino del Té (茶道, Chadō), desarrollado por su fundador, Rikyū.
La sala/casa del té original de Urasenke fue construida por Sen Sōtan cuando se planteó retirarse y delegar el liderazgo de la casa Sen a su hijo. Construyó esta sala del té junto a la casa Sen, en la parte norte de la propiedad. El nombre de la sala es "Choza/cabaña de este día" (今日庵 Konnichian), y a raíz de esto, la propiedad entera de Urasenke, situada en la calle Ogawa, en el distrito Kamigyo de Kioto, al norte de la finca de la casa Omotesenke, es referida por este nombre.
El cabeza de familia/maestro (iemoto) de esta línea lleva el nombre hereditario Sen Sōshitsu. El cabeza de familia actual de la casa Urasenke es Zabōsai Genmoku Sōshitsu. Es la 16.ª generación en la línea familiar.

## Maestros

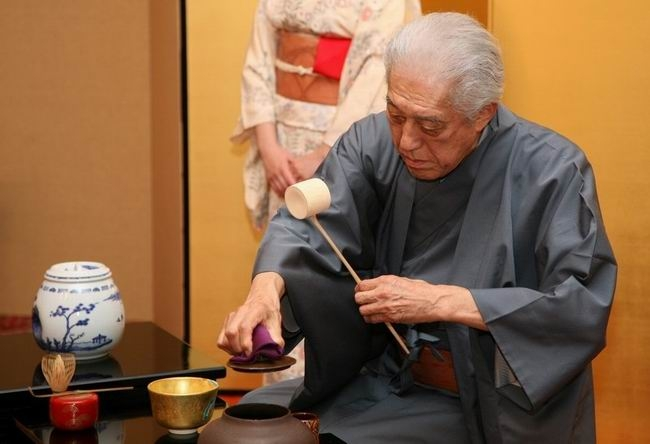
Sen Sōshitsu XV (2007)

## Maestros[4]
| 1.º                | Rikyū Sōeki (1522–91)                                          | 利休 宗易 | Hōsensai      | 抛筌斎 |
| 2.º                | Shōan Sōjun (1546-1614)                                        | 少庵 宗淳 |               |        |
| 3.º                | Genpaku Sōtan (1578-1658)                                      | 元伯 宗旦 | Totsutotsusai | 咄々斎 |
| 4.º                | Sensō Sōshitsu (1622–97)                                       | 仙叟 宗室 | Rōgetsuan     | 臘月庵 |
| 5.º                | Jōsō Sōshitsu (1673-1704)                                      | 常叟 宗室 | Fukyūsai      | 不休斎 |
| 6.º                | Taisō Sōshitsu (1694-1726)                                     | 泰叟 宗室 | Rikkansai     | 六閑斎 |
| 7.º                | Chikusō Sōshitsu (1709–33)                                     | 竺叟 宗室 | Saisaisai     | 最々斎 |
| 8.º                | Ittō Sōshitsu (1719–71)                                        | 一燈 宗室 | Yūgensai      | 又玄斎 |
| 9.º                | Sekiō Sōshitsu (1746-1801)                                     | 石翁 宗室 | Fukensai      | 不見斎 |
| 10.º               | Hakusō Sōshitsu (1770-1826)                                    | 柏叟 宗室 | Nintokusai    | 認得斎 |
| 11.º               | Seichū Sōshitsu (1810–77)                                      | 精中 宗室 | Gengensai     | 玄々斎 |
| 12.º               | Jikishō Sōshitsu (1852-1917)                                   | 直叟 宗室 | Yūmyōsai      | 又玅斎 |
| 13.º               | Tetchū Sōshitsu (1872-1924)                                    | 鉄中 宗室 | Ennōsai       | 圓能斎 |
| 14.º               | Sekisō Sōshitsu (1893-1964)                                    | 碩叟 宗室 | Mugensai      | 無限斎 |
| 15.º               | Hansō Sōshitsu (Sen Genshitsu) (nacido el 19 de abril de 1923) | 汎叟 宗室 | Hōunsai       | 鵬雲斎 |
| 16.º(actualiemoto) | Genmoku Sōshitsu (nacido el 7 de junio de 1956)                | 玄黙 宗室 | Zabōsai       | 坐忘斎 |

## En la cultura popular
- En la serie de libros juveniles Elige tu Propia Aventura, una de las novelas (Número 47. La Ceremonia del Té en España; número 28. El Misterio de Ura Senke en Argentina), escrita por Shannon Gilligan narra una historia de ficción en la que un fabuloso bol de té, valorado en millones de yen es robado de la escuela Urasenke. El protagonista y su amigo investigarán el caso para tratar de recuperar el bol.